# Джастін Абду
Джастін Абду (англ. Justin Abdou; нар. 18 січня 1971, Мус-Джо, Саскачеван) — канадський борець вільного стилю, срібний та дворазовий бронзовий призер Панамериканських чемпіонатів, чемпіон Ігор Співдружності, учасник Олімпійських ігор.

## Життєпис
Боротьбою почав займатися з 1981 року. У 1987 році став чемпіоном світу серед кадетів.
Виступав за борцівський клуб «Burnaby Mountain» Бернабі. Був 10-разовим чемпіоном Канади. Тренери — Майк Джонс (з 1989), Дейв Маккей (з 1989).
Абду був членом національної збірної Канади з боротьби протягом 13 років, перш ніж завершити кар'єру борця у 2001 році, після чого став працювати тренером. Протягом своєї кар'єри він представляв Канаду на численних чемпіонатах світу, Панамериканських іграх, Іграх доброї волі, Іграх Співдружності та Олімпійських іграх 2000 року.
Закінчив Університет Саймона Фрейзера.
Тренував збірну Канади з боротьби на чемпіонаті світу 2002 року, після чого працював тренером канадської юніорської збірної з боротьби та команди Університету Саймона Фрейзера з боротьби. Серед його підопічних: Жустіна Ді Стасіо — чемпіонка чемпіонату світу, чотириразова чемпіонка Панамериканських чемпіонатів, чемпіонка Панамериканських ігор, Аржан Буллар — бронзовий призер Панамериканських ігор, чемпіон Ігор Співдружності, учасник Олімпійських ігор, Тревіс Кросс — бронзовий призер Панамериканського чемпіонату, учасник Олімпійських ігор.

## Спортивні результати на міжнародних змаганнях

### Виступи на Олімпіадах
| Змагання                    | Збірна | Вагова категорія          | Місце |
| --------------------------- | ------ | ------------------------- | ----- |
| Літні Олімпійські ігри 2000 | Канада | вільна боротьба, до 85 кг | 11    |

### Виступи на Чемпіонатах світу
| Змагання                        | Збірна | Вагова категорія          | Місце |
| ------------------------------- | ------ | ------------------------- | ----- |
| Чемпіонат світу з боротьби 1991 | Канада | вільна боротьба, до 82 кг | 14    |
| Чемпіонат світу з боротьби 1994 | Канада | вільна боротьба, до 82 кг | 8     |
| Чемпіонат світу з боротьби 1997 | Канада | вільна боротьба, до 85 кг | 26    |

### Виступи на Панамериканських чемпіонатах
| Змагання                                   | Збірна | Вагова категорія          | Місце  |
| ------------------------------------------ | ------ | ------------------------- | ------ |
| Панамериканський чемпіонат з боротьби 1990 | Канада | вільна боротьба, до 82 кг | Срібло |
| Панамериканський чемпіонат з боротьби 1998 | Канада | вільна боротьба, до 85 кг | Бронза |
| Панамериканський чемпіонат з боротьби 2000 | Канада | вільна боротьба, до 85 кг | Бронза |

### Виступи на Панамериканських іграх
| Змагання                  | Збірна | Вагова категорія          | Місце |
| ------------------------- | ------ | ------------------------- | ----- |
| Панамериканські ігри 1995 | Канада | вільна боротьба, до 82 кг | 4     |

### Виступи на Кубках світу
| Змагання                    | Збірна | Вагова категорія          | Місце |
| --------------------------- | ------ | ------------------------- | ----- |
| Кубок світу з боротьби 1994 | Канада | вільна боротьба, до 82 кг | 4     |
| Кубок світу з боротьби 1995 | Канада | вільна боротьба, до 82 кг | 4     |
| Кубок світу з боротьби 1997 | Канада | вільна боротьба, до 85 кг | 5     |
| Кубок світу з боротьби 1999 | Канада | вільна боротьба, до 85 кг | 6     |

### Виступи на Іграх Співдружності
| Змагання                | Збірна | Вагова категорія          | Місце  |
| ----------------------- | ------ | ------------------------- | ------ |
| Ігри Співдружності 1994 | Канада | вільна боротьба, до 82 кг | Золото |

### Виступи на інших змаганнях
| Змагання                                                             | Збірна | Вагова категорія          | Місце  |
| -------------------------------------------------------------------- | ------ | ------------------------- | ------ |
| Гран-прі Німеччини з боротьби 1992                                   | Канада | вільна боротьба, до 82 кг | 4      |
| Гран-прі Німеччини з боротьби 1994                                   | Канада | вільна боротьба, до 82 кг | Срібло |
| Панамериканський Олімпійський кваліфікаційний турнір з боротьби 1996 | Канада | вільна боротьба, до 90 кг | Бронза |
| Гран-прі Німеччини з боротьби 1996                                   | Канада | вільна боротьба, до 82 кг | 5      |
| Тестовий турнір FILA 1998                                            | Канада | вільна боротьба, до 85 кг | Бронза |
| Олімпійський кваліфікаційний турнір з боротьби 2000 (Мінськ)         | Канада | вільна боротьба, до 85 кг | 15     |
| Олімпійський кваліфікаційний турнір з боротьби 2000 (Лейпциг)        | Канада | вільна боротьба, до 85 кг | 8      |

### Виступи на змаганнях молодших вікових груп
| Змагання                                      | Збірна | Вагова категорія          | Місце  |
| --------------------------------------------- | ------ | ------------------------- | ------ |
| Чемпіонат світу з боротьби серед кадетів 1987 | Канада | вільна боротьба, до 76 кг | Золото |
| Чемпіонат світу з боротьби серед юніорів 1988 | Канада | вільна боротьба, до 81 кг | 4      |
| Чемпіонат світу з боротьби серед молоді 1989  | Канада | вільна боротьба, до 82 кг | 9      |